# ステロイド-11β-モノオキシゲナーゼ
ステロイド-11β-モノオキシゲナーゼ（steroid 11β-monooxygenase）は、ステロイドホルモン生合成酵素の一つで、次の化学反応を触媒する酸化還元酵素である。
ステロイド + 還元型アドレナルフェレドキシン + O2 {\displaystyle \rightleftharpoons } 11β-ヒドロキシステロイド + 酸化型アドレナルフェレドキシン + H2O
この酵素の基質はステロイド、還元型アドレナルフェレドキシン、O2で、生成物は11β-ヒドロキシステロイド、酸化型アドレナルフェレドキシンとH2Oである。補因子としてヘムを用いる。
組織名はsteroid,reduced-adrenal-ferredoxin:oxygen oxidoreductase (11β-hydroxylating)で、別名にsteroid 11β-hydroxylase、steroid 11β/18-hydroxylase、oxygenase, steroid 11β -mono-がある。